# 梧州戰鬥 (國軍內戰)
梧州戰鬥發生於1930年1月25日－1月30日，地點則是在中國桂東一帶，是國民革命軍內部所發生的內戰戰鬥之一。該戰鬥是李宗仁於蔣桂戰爭落敗後的重新發端，也是中原大戰中段爆發的序曲。梧州戰鬥的交戰雙方，一方為改編成中央軍八路軍的粵軍陳濟棠部，另一方為桂軍李宗仁部。

## 背景
1929年間，爆發大半年的蔣桂戰爭逐漸落幕，落敗李宗仁等逐漸淡出桂軍，惟廣西政府左傾等因素，讓李宗仁隨即返回桂軍權力中心。1929年12月底爆發的三水戰鬥中，桂軍喪失眾多據點，李宗仁趁勢接收桂軍改稱護黨救國軍，重新掌握桂軍實權。
1930年1月初，中華民國依附國民革命軍旁支晉軍正式起兵反中國中央後，同樣依附國軍之李宗仁桂軍即展開部署。1月15日，桂軍李宗仁、黃紹竑、白崇禧、張發奎四軍聯合反攻，並順利佔領廣西桂平等重要城鄉。支持依附國民革命軍中央軍的粵軍所屬余漢謀及蔡廷鍇等兩路軍隊雖反制於廣西平樂、荔浦及修仁等地，但仍於桂平戰鬥中，喪失桂平及鬱林兩重要據點。

## 過程
1月20日，中華民國中央政府領袖蔣中正指派何應欽從漢口前往湖南會晤湘軍首領何鍵，兩人決定湘軍隨後進攻廣西。1月25日，中央軍所有軍力集結梧州，準備展開與桂軍決戰。1月26日，支持中央軍何鍵所屬第四路軍第十九師劉建緒等部從湖南開往廣西，並與桂軍外圍部隊唐生明展開激戰，隨後劉建緒部隊勝利，並順利入駐梧州附近，加入支援陳濟棠所屬第八路軍。1月30日，李宗仁與張發奎兩軍會合，重軍襲擊梧州，並與粵軍激戰於戎墟。因為守方粵軍有湘軍支持，兩軍激戰數日後，仍由支持中央軍的粵軍守住梧州。不過直到2月2日外圍湘軍重新發動攻擊前，梧州仍呈被圍困之勢，並有多次零星戰鬥。